# Metro de Bilbao
El Metro de Bilbao és una xarxa de ferrocarril metropolità de Bilbao i la seva àrea metropolitana (el Gran Bilbao), una zona situada en ambdós marges de la ria del Nerbion que concentra aproximadament a 1 milió d'habitants. Aquesta xarxa té un traçat en forma de Y, amb dues línies i que recorren els dos marges de la ria per a confluir en un tronc comú que arriba fins al sud de Bilbao. La Xarxa de Metro està connectada amb les línies de Rodalies Renfe, Euskotren (rodalies i regionals), Feve (rodalies, regionals i llarga distància) i EuskoTran (tramvia), a més de l'estació terminal d'autobusos i les línies de llarga distància de Renfe a l'estació de Bilbao-Abando. Actualment és la tercera xarxa de Metro de l'Estat Espanyol en nombre de passatgers transportats (90 milions per a l'any 2018) per darrere de les de Madrid i Barcelona, i per davant de les de València i Palma. El seu arquitecte va ser el britànic Norman Foster.
El 22 de febrer de 2007, el Govern Basc va anunciar el projecte per a la creació de la Línia, que en un futur s'estendrà a l'Aeroport de Bilbao, amb un traçat a través d'un túnel excavat sota el mont Artxanda.

## Línies
| Línia | Longitud total | Estacions en servei |
| L1    | 28,83 km       | 28(*)               |
| L2    | 21,9 km        | 25(*)               |
| LM    | 0,5 km         | 2(*)                |
| Total | 43,78 km       | 43                  |

Xarxa actual del Metro de Bilbao

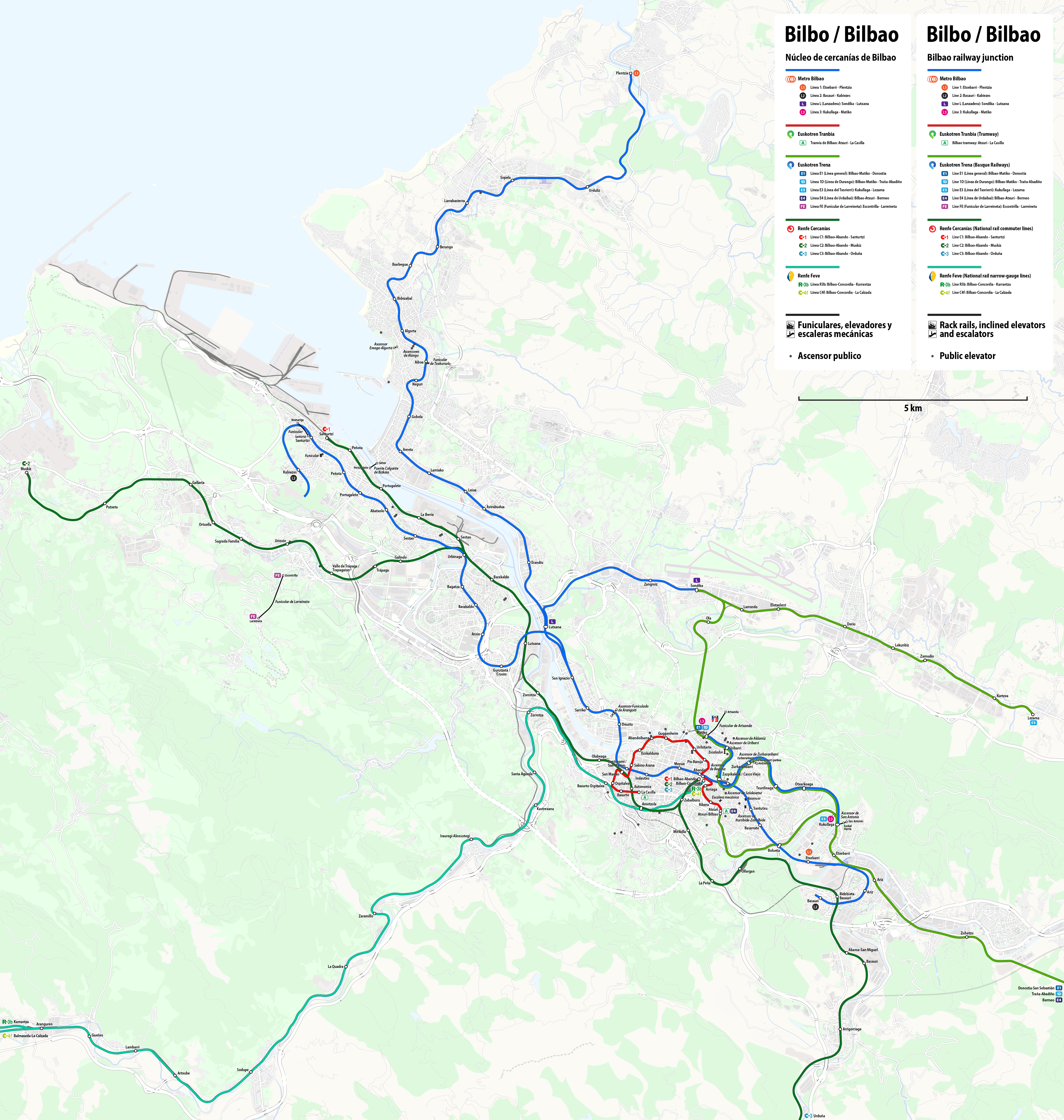

(*)El tram comprés entre les estacions de San Inazio i Etxebarri és comú per a les Línies 1 i 2

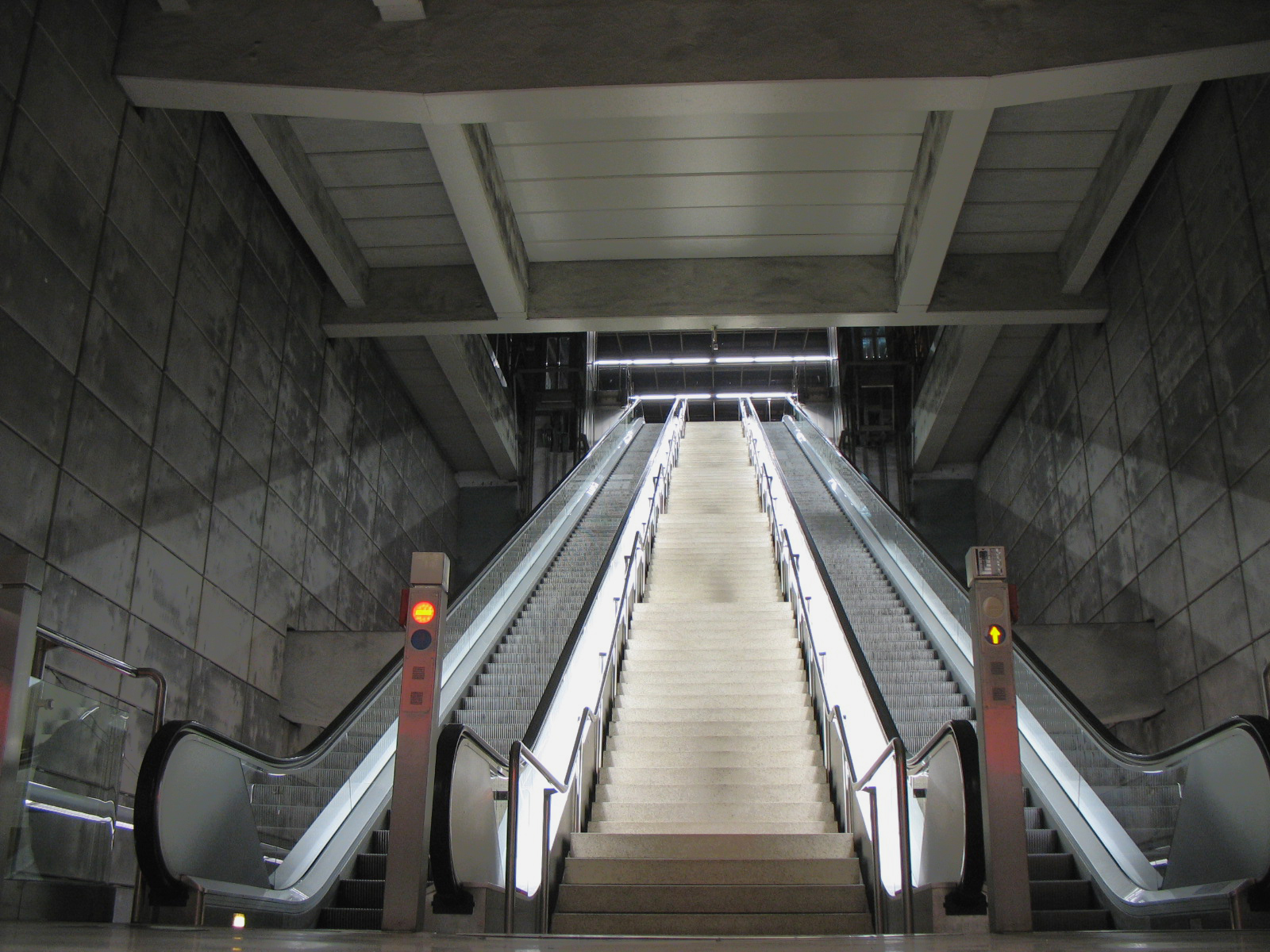
Estació de Sarriko (L1 i L2), dissenyada amb una espectacular marquesina de vidre.

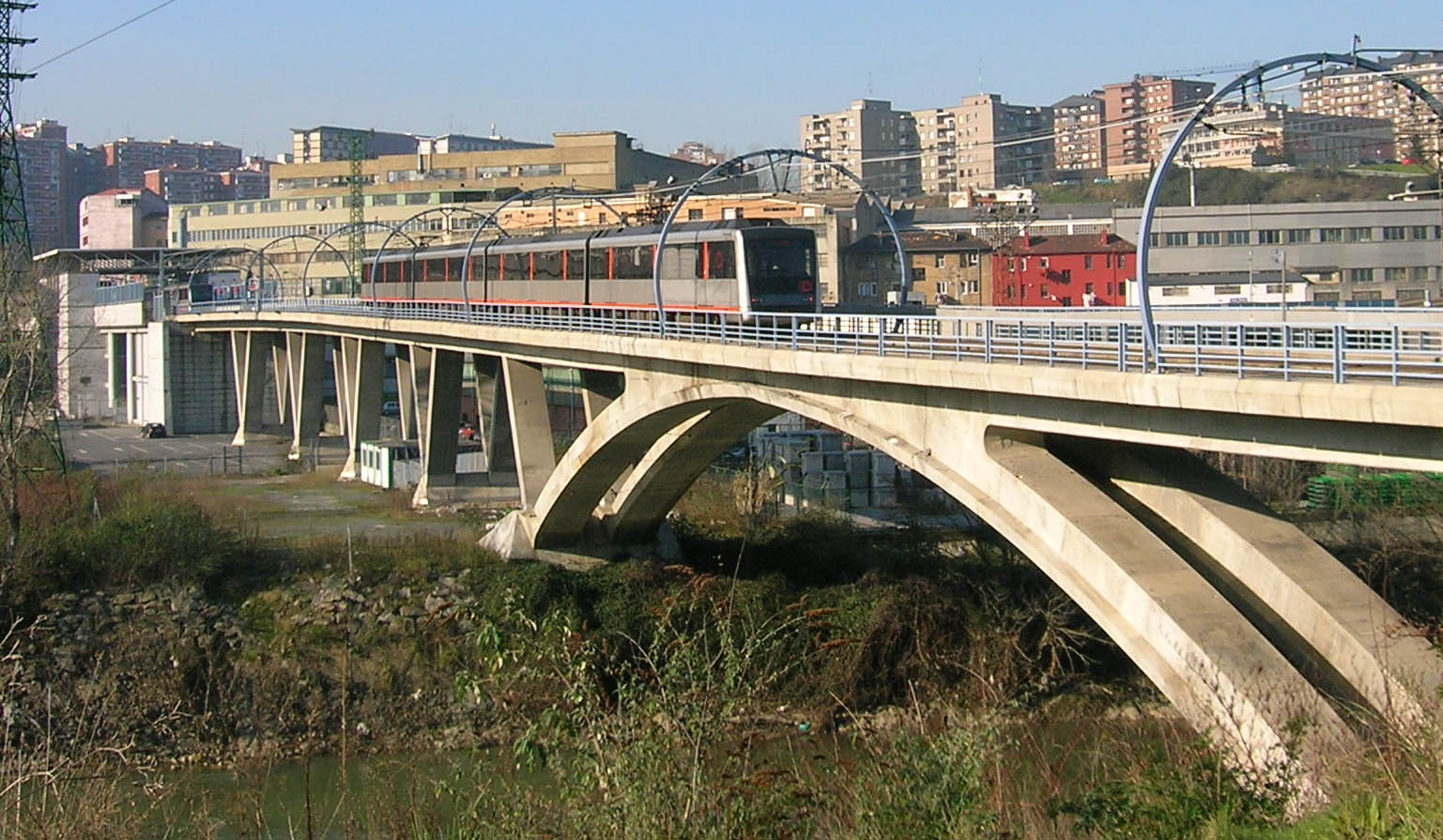
Estació de Bolueta (L1 i L2) i pont sobre el Nervión-Ibaizábal.